# De Hamert

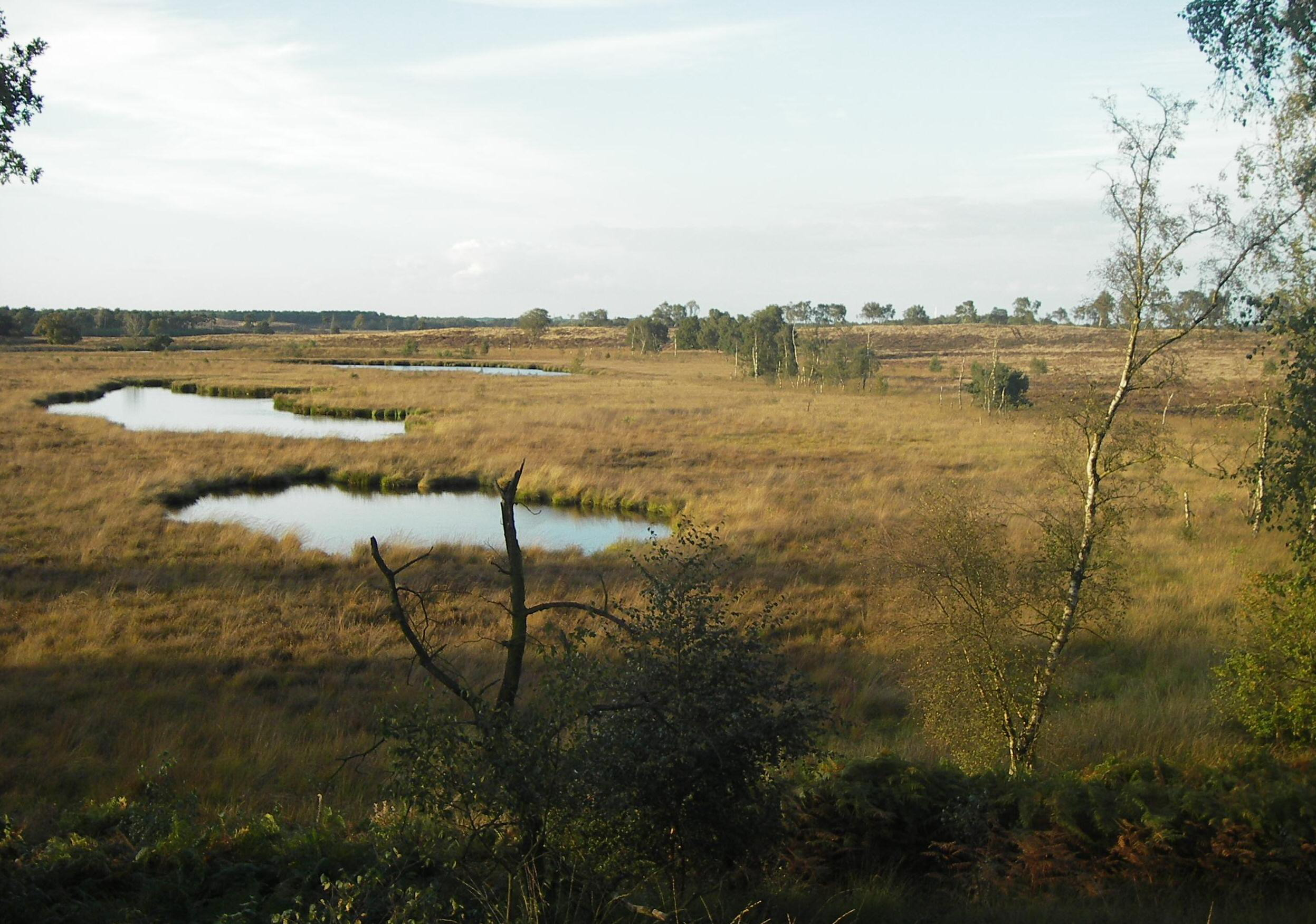
Het Pikmeeuwenwater

De Hamert is een landgoed en natuurgebied in de gemeente Bergen in de Nederlandse provincie Limburg.

## Ligging
De Hamert ligt tussen de rivier de Maas ten zuidwesten en Duitsland ten noordoosten. In het noordwesten wordt het landgoed begrensd door het dorpje Wellerlooi. Een paar kilometer zuidelijk ligt het dorp Arcen.

Het ruim 1000 ha grote landgoed met bos, heide en water is eigendom van de stichting Het Limburgs Landschap. De Hamert maakt deel uit van Nationaal Park De Maasduinen. Het gebied is doorkruist met wandelroutes en geliefd bij vogelaars.

## Looierheide
Het bekendste deel van de Hamert is de Looierheide, een ongeveer 250 ha groot heideveld met hoge stuifheuvels, veenplassen en vennen en een gerestaureerde grafheuvel. Dit Vorstengraf op de Trappenberg biedt uitzicht over het venige Pikmeeuwenwater.

Noordelijker, aan het Westmeerven, ligt een vogelkijkhut. Het voedsel- en vogelrijke Heerenven, te bereiken vanaf de langs de Duitse grens gelegen Heerenvenweg, heeft aan de noordkant en aan de zuidkant een uitkijkpunt.

Een groot gebied is omrasterd vanwege de begrazing met Kempische heideschapen, hoewel ook wel een herder wordt ingezet. Op en om deze heiden vindt men de nachtzwaluw, roodborsttapuit en boomleeuwerik. In de trektijd wordt de Looierheide soms bezocht door groepen kraanvogels.

## Maasdal
Westelijk van de Hamert ligt het Maasdal dat hier erg smal is en snel overgaat in zwaar beboste rivierduingebieden zoals de Hamert. De smalle strook graslanden noordelijk van het Gelderns-Nierskanaal is rijk aan bijzondere stroomdalplanten als wilde marjolein, agrimonie en cipreswolfsmelk. Iets dergelijks hoopt men terug te brengen bij de nieuw aangekochte uiterwaard aan de monding van de Rode Beek, die net ten zuiden van de Hamert in de Maas mondt.

## Bossen
Ongeveer de helft van de Hamert bestaat uit naaldbossen, aangelegd op rivierduinen. Een deel van de bossen, met name in de omgeving van de provinciale weg N271, is al meer dan 150 jaar oud. Plaatselijk komen ook oude eikenstrubben voor.

## Gelderns kanaal
Het Gelderns-Nierskanaal komt uit Duitsland en stroomt vrijwel vanaf de grens door de Hamert. Het is een van de merkwaardigste wateren in Nederland. Sommigen menen dat het volledig kunstmatig is, anderen denken dat men rond 1770 aan de nu Duitse zijde een afwateringskanaal heeft aangesloten op een reeds bestaand beekje. Zeker is dat door het voor Nederland grote verval, zo'n 8 meter over hemelsbreed 3 km, sindsdien een krachtig stromend water is ontstaan dat in niets nog op een kanaal lijkt en zich merkwaardig snel en diep in de heuvels heeft ingesneden. Er is een vallei ontstaan met elzenbroekbossen en bronbossen. Het dal maakt behalve een natuurlijke een erg on-Nederlandse indruk. Dat geldt ook voor de fauna, met ijsvogel, waterspreeuw en de in 2002 uitgezette bever.

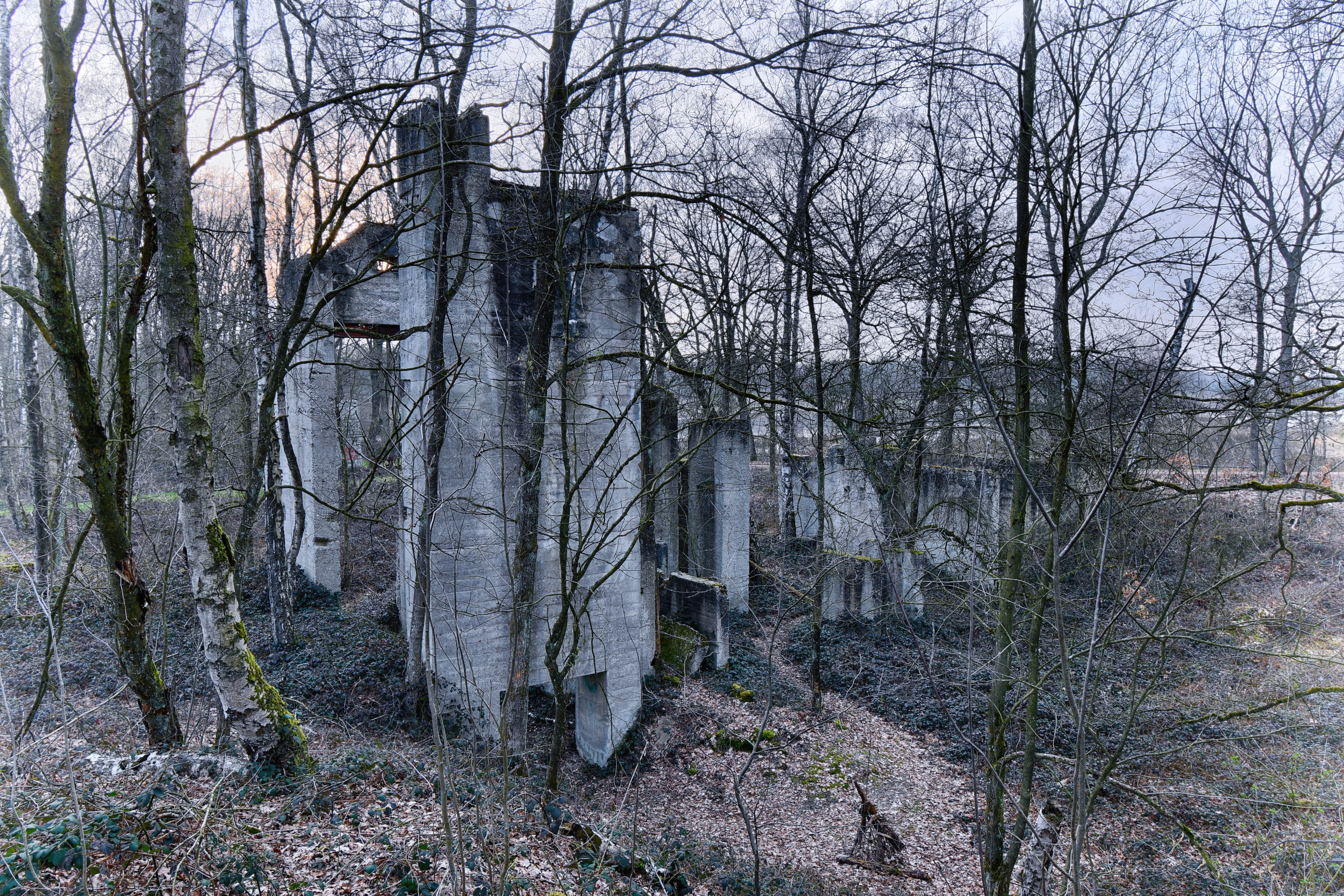
Ruïne van een grindwasserij tegenover het Nieuwe Heerenven

## Zandplassen
In het oosten werd rond 1920 grind ontdekt. Dit grind werd gewonnen in open groeves tot in de zestiger jaren. Later werd groeve Blok heringericht als natuurterrein. Men hoopt hetzelfde te doen met nog te ontzanden percelen aan de Walbeckerweg en een fraaie overgang te creëren naar de zandplassen bij recreatiecentrum Klein Vink.